# امیلیو کاسالینی
امیلیو کاسالینی (ایتالیایی: Emilio Casalini؛ زادهٔ ۵ نوامبر ۱۹۴۱) دوچرخه‌سوار اهل ایتالیا است.